# Catharsius furcillatus
Catharsius furcillatus är en skalbaggsart som beskrevs av Guérin-Méneville 1847. Catharsius furcillatus ingår i släktet Catharsius och familjen bladhorningar. Inga underarter finns listade.